# Ayako Shirasaki
Ayako Shirasaki (jap. 白崎 彩子, Shirasaki Ayako; * 16. September 1969 in Setagaya, Tokio; † 29. November 2021 in New York City) war eine japanische Pianistin, Komponistin des zeitgenössischen Jazz und Musikproduzentin.

## Leben und Wirken
Ayako Shirasaki galt in Japan als Jazz-Wunderkind: Bereits als Zehnjährige transkribierte sie Solos von Bud Powell und gewann Wettbewerbe wie den Großen Preis des Asakusa Jazz Wettbewerbs. Ihre professionelle Karriere begann im Alter von zwölf Jahren mit regulären Auftritten im “J” Jazz Klub in Tokyo, so dass sie und ihr spezielles Talent im Swing Journal mit einem Artikel gewürdigt wurden. Die vielseitige Musikerin wählte klassische Musik als ihr Hauptfach an der Tokyo National University of Fine Arts and Music und trat einige Jahre nach ihrem Abschluss als klassische Pianistin auf. Die Liebe zum Jazz, die ihr Vater im Alter von fünf Jahren weckte, gewann aber und so kehrte Ayako zu ihrer ersten Liebe zurück, als sie 1995 den zweiten Preis des angesehenen „First Annual Heineken Jazz“ Wettbewerbs gewann.
1997 wählte Ayako New York City als ihren Lebensmittelpunkt. Ihr Talent brachte ihr ein Master-Stipendium an der Manhattan School of Music, an der sie von  Lehrern wie Kenny Barron und Ted Rosenthal sowie Michael Abene unterrichtet wurde. Die Pianistin spielte im Blue Note, Birdland, Cobi’s Place, Kitano  und Dizzy’s Jazz Club. Sie teilte die Bühne mit z. B. Marco Panascia, Lewis Nash, Kalil Madi, John Benitez, Steve Kirby, Kengo Nakamura, Kenny Garrett, Clarence Penn, Kit McLure und Harold Ousley.
Nachdem Ayako im Jahr 2002 zwei selbstproduzierte CDs Live in New York mit ihrem Trio und The Duo Live mit Vibraphonist Tim Collins veröffentlicht hatte, gelang das Major-Debüt im August 2003. Die CD Existence mit Lewis Nash am Schlagzeug und Marco Panascia am Bass kam in Japan in die Jazzregale der Musikgeschäfte. Es folgte ihre zweite Major-CD Musically Yours im Juni 2005. Vor der Geburt ihrer zwei Kinder wurde im April 2006 das  Solopiano-Album Home Alone veröffentlicht. Sie trat als Gast in Marian McPartlands Radiosendung Piano Jazz 2006 im National Public Radio auf.
Ayako Shirasaki setzte ihre Karriere im März 2009 mit Auftritten während des International Jazz Solo Piano Festivals in München, Hamburg und Berlin fort. Im Februar 2010 gründete sie ihre eigene Musikschule (Sakura Music School) in Brooklyn und Manhattan. Ihre neue CD "Falling Leaves - Live in Hamburg" aufgenommen am 17. Oktober 2009 in der Laeiszhalle – Musikhalle Hamburg stellte sie auf der Jazz Journalists Association Awards Gala 2010 in New York vor.

## Preise und Auszeichnungen
- Finalistin des “Mary Lou Williams Women In Jazz Piano”-Wettbewerbs 2005, 2006; Washington, D.C., USA
- Finalistin des “Great American Jazz Piano”-Wettbewerbs 2004, 2005, 2006; Jacksonville, Fl., USA
- Mitglied des 2003 “Jazz Aspen Snowmass Emerging Artist Program”; Aspen, Co., USA
- Zweite des “First Annual Heineken Jazz”-Wettbewerbs 1995
- Gewinnerin des “Asakusa Jazz”-Wettbewerbs; Asakusa, Japan

## Diskographische Hinweise
- Falling Leaves – Live in Hamburg (2010)
- Home Alone (2006)
- Musically Yours (2005)
- Existence (2003)
- Some Other Time (2013), mit Noriko Ueda, Quincy Davis

### Kompilationen
- Best of 1st International Jazz Solo Piano Festival 2009 (2009)
- An NPR Christmas Collection with Marian McPartland and Friends (2006)
- NPR Jazz Christmas With Marian McPartland and Friends III (2006)